# Chaetopoda
Chaetopoda – wyróżniany dawniej takson zwierząt pierwoustych, klasyfikowany jako gromada pierścienic.
Do Chaetopoda typowo włączano pierścienice o ciele podzielonym na segmenty i zaopatrzonym w wyraźnie widoczne szczecinki umieszczone na ścianie ciała lub na bocznych wyrostkach zwanych parapodiami i utworzonych przez pojedyncze komórki. Segmenty od zewnątrz powinny być oddzielone bruzdami, a od wewnątrz septami. Poza tym w diagnozach Cheatopoda wymieniano mniej lub bardziej wyodrębnione prostomium i obecność nefrydiów. Tak rozumiane Chaetopoda dzielono na mające szczecinki na parapodiach wieloszczety i mające szczecinki na ścianie ciała skąposzczety. Część autorów włączała też do Chaetopoda prapierścienice (Archiannelida, Haplodrili). Z czasem zaczęto doń włączać także pijawki i krążkokształtne. W tej najszerszej definicji Chaetopoda obejmowały wszystkie pierścienice oprócz szczetnic, w tym liczne formy pozbawione szczecinek. W systemach, w których szczetnice i sikwiaki wyłączano z pierścienic do grupy Gephyrea lub odrębnych typów Cheatopoda stawały się synonimem pierścienic. Ponadto niezależnie od definicji Chaetopoda były taksonem parafiletycznym, jako że współczesne badania molekularne potwierdziły przynależność szczetnic do wieloszczetów, umieszczając je zwykle jako grupę siostrzaną rodziny Capitellidae.